# Elmer Gedeon
Elmer John Gedeon (Cleveland, 15 aprile 1917 – Saint-Pol-de-Léon, 20 aprile 1944) è stato un giocatore di baseball e militare statunitense.
Fu uno degli unici due giocatori della Major League Baseball ucciso in azione durante la Seconda guerra mondiale.

## Biografia

### Sportivo
Nato a Cleveland, in Ohio, era una star del baseball e del football americano alla University of Michigan. Eccelleva anche e soprattutto nell'atletica leggera, tanto da laurearsi per due volte campione della Big Ten Conference nelle specialità delle 70 iarde a ostacoli e delle 120 iarde a ostacoli. Nonostante ciò, dopo una stagione negli Orlando Senators della Florida League Baseball, nell'estate del 1939 firmò un contratto con i Washington Senators, squadra di baseball dell'American League, una delle due leghe della Major League Baseball. Esordì il 18 settembre 1939 disputando quindi altre quattro gare di MLB nei sei giorni seguenti: per la cronaca ricoprì in quattro occasioni il ruolo di esterno centro e in una quello di esterno destro.
L'anno seguente, dopo il pre-season con gli stessi Washington Senators, fu impegnato nella Piedmont League con i Charlotte Hornets. Ritornò nel 1941 ai Senators ma senza giocare alcuna gara.

### Militare
Nel marzo 1941 rispose alla chiamata nell'esercito, prendendo servizio a Fort Thomas, nel Kentucky, mentre nel maggio dello stesso si trasferì all'United States Army Air Corps. Raggiunta la carica di sottotenente nel maggio 1942 cominciò voli di esercitazione nei pressi di Tampa, Florida, con il ventunesimo Bombardment Group. Il 21 agosto 1942 rimase quasi ucciso nell'incidente che coinvolse il suo North American B-25 (di cui era navigatore) a Raleigh, in Carolina del Nord: nell'occasione l'aereo si schiantò e prese fuoco. Due uomini persero la vita; Gedeon rimase in ospedale per dodici settimane, con diverse costole rotte e ustioni.
Volò poi in diverse missioni nel teatro europeo delle operazioni, in qualità di ufficiale della United States Army Air Force prima della finale, fatale operazione militare. Morì in uno scontro aereo contro i tedeschi durante la Seconda guerra mondiale mentre pilotava un B-26 nei cieli della Francia e venne sepolto nel cimitero militare britannico di Saint-Pol-de-Léon.